# Tanaobela chrysochlora
Tanaobela chrysochlora là một loài bướm đêm trong họ Crambidae.